# Neocirolana obtruncata
Neocirolana obtruncata är en kräftdjursart som först beskrevs av Richardson 1901.  Neocirolana obtruncata ingår i släktet Neocirolana och familjen Cirolanidae.
Artens utbredningsområde är Mexikanska golfen. Inga underarter finns listade i Catalogue of Life.